# Opa-locka
Opa-locka – miasto w Stanach Zjednoczonych, w stanie Floryda, w hrabstwie Miami-Dade.